# Іван Іванов (важкоатлет)
Іван Іванов (27 серпня 1971) — болгарський важкоатлет.
Олімпійський чемпіон 1992 52 кг року, учасник 1996, 2000 років.
Переможець Ігор доброї волі 1990 52 кг Total, 1990 52 кг Clean and Jerk років, срібний призер 1990 52 кг Snatch року.
Чемпіон світу 1993 54 кг, 1991 52 кг, 1990 52 кг, 1989 52 кг, 1988 52 кг, 1989 52 кг, 1990 56 кг років, срібний призер 1994 54 кг року, бронзовий призер 1998 56 кг року.
Чемпіон Європи 1998 56 кг, 1993 54 кг, 1992 56 кг, 1990 52 кг, 1989 52 кг, 1988 52 кг, 1991 56 кг років, срібний призер 2000 56 кг, 1995 54 кг років, бронзовий призер 1999 56 кг, 1991 52 кг років.
```
 Gold: ['N 1990', 'N 1990', 'N 1991', 'N 1990', 'N 1990', 'N 1991', 'N 1991', 'N 1989', 'N 1991', 'N 1995', 'N 1998', 'N 2000', 'N 1990', 'N 1987']
 Silver: ['N 1989', 'N 1994', 'N 1996', 'N 1988']
 Bronze: ['N 1997', 'N 1997']
```